# Deltapark Neeltje Jans

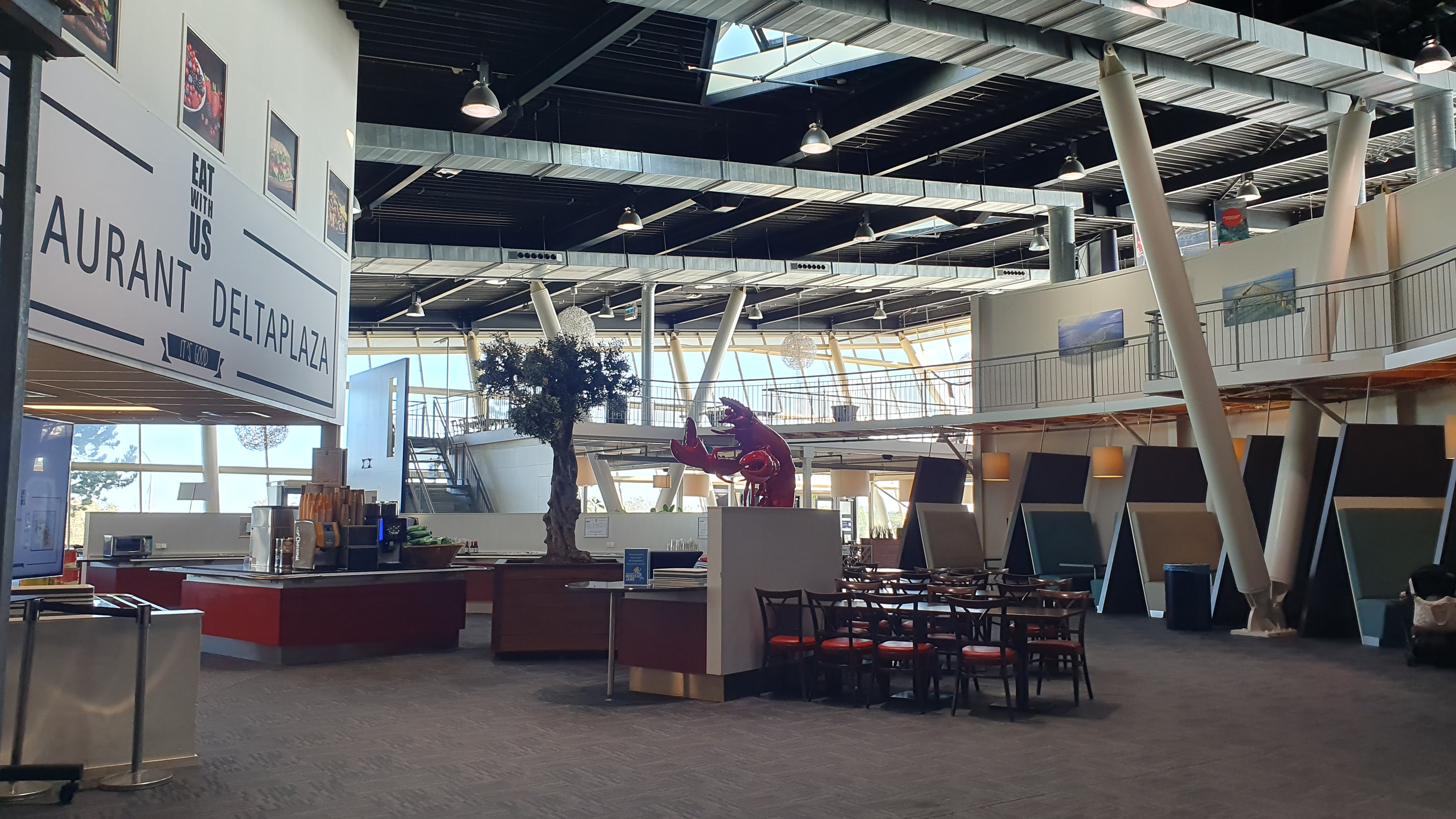
Im Ausstellungspavillon

Der Deltapark Neeltje Jans ist ein thematischer Park auf der ehemaligen Arbeitsinsel Neeltje Jans im Mündungsgebiet der Oosterschelde in der Provinz Zeeland (Niederlande). Der Deltapark Neeltje Jans ist nicht nur eine Freizeiteinrichtung, sondern erfüllt auch eine pädagogische Funktion zum Thema Deltawerke.

## Geschichte
Der Deltapark Neeltje Jans ist aus einem öffentlichen Informationszentrum hervorgegangen.  Eingerichtet wurde es im Auftrag der nationalen Baubehörde (Rijkswaterstaat), als das Sturmflutwehrs der Oosterschelde gebaut wurde (von 1979 bis 1986). Damals wurde das Zentrum bereits von Hunderttausenden von Menschen aus dem In- und Ausland besucht. Das Zentrum wird kontinuierlich mit Informationen über den aktuellen Stand des Baus des Sturmflutwehrs Oosterschelde erweitert.

### Delta-Expo

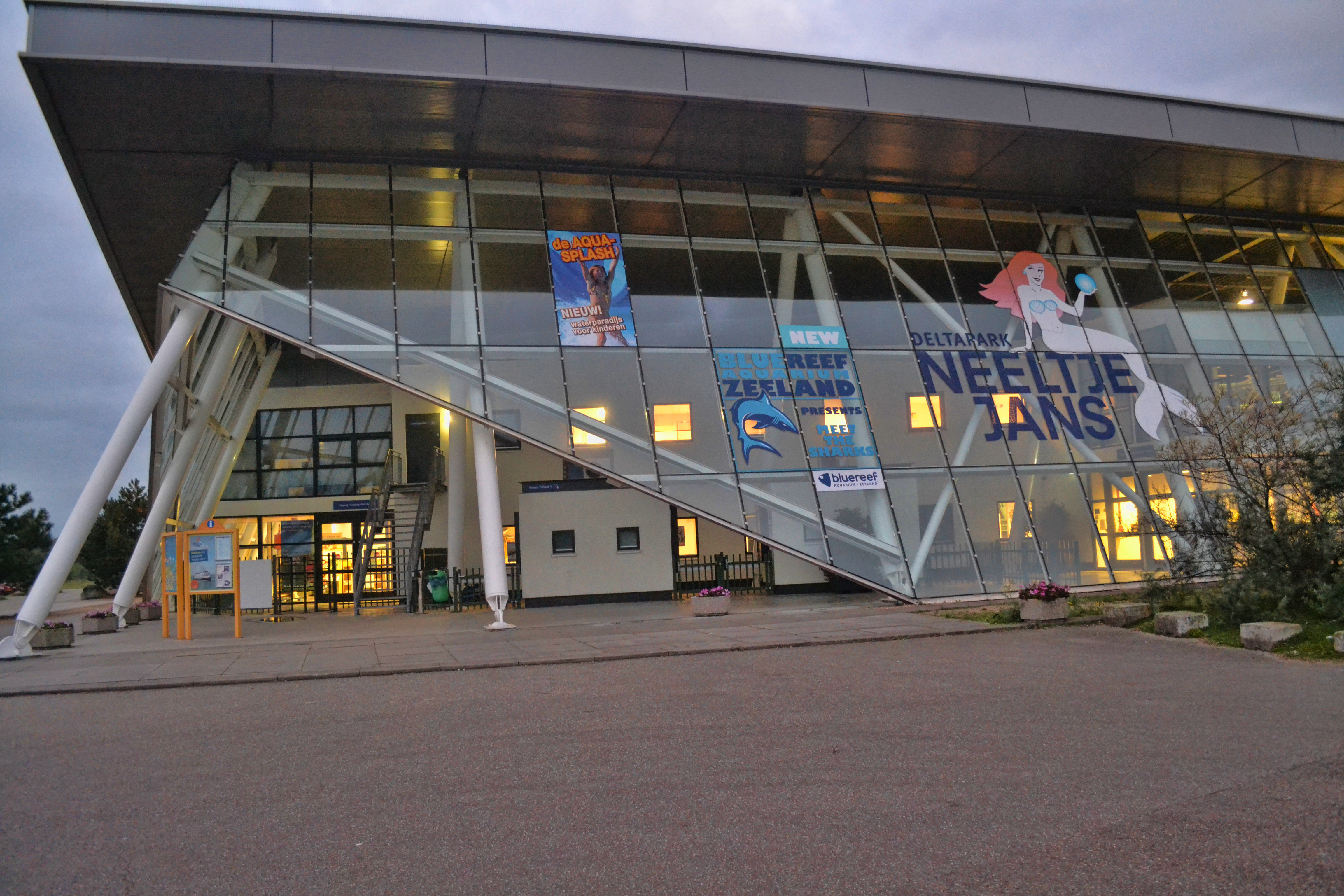
Hauptgebäude des Deltapark Neeltje Jans

Mit der Eröffnung des Sturmflutwehrs Oosterschelde durch Königin Beatrix am 4. Oktober 1986 wurde auch das Informationszentrum dauerhaft und unter dem Namen 'Delta-Expo' im Ir.-J.W.-Tops-Haus, dem Betriebsgebäude des Sturmflutwehrs Oosterschelde, weitergeführt. Neben technisch Interessierten wird das Zentrum nun auch zunehmend von Freizeit- und Tagestouristen besucht. Aufgrund dieses Trends wurde beschlossen, das Angebot neben dem pädagogischen Wert auch attraktiver zu gestalten.

### WaterLand Neeltje Jans
1997 wurde die Delta-Expo unabhängig, die bis dahin von einer Stiftung betrieben wurde. Der Name wurde dann in WaterLand Neeltje Jans geändert. Attraktionen zu den Themen Deltawerke, Meerestiere und Wasserspaß wurden in das Angebot aufgenommen.

### Deltaplaza

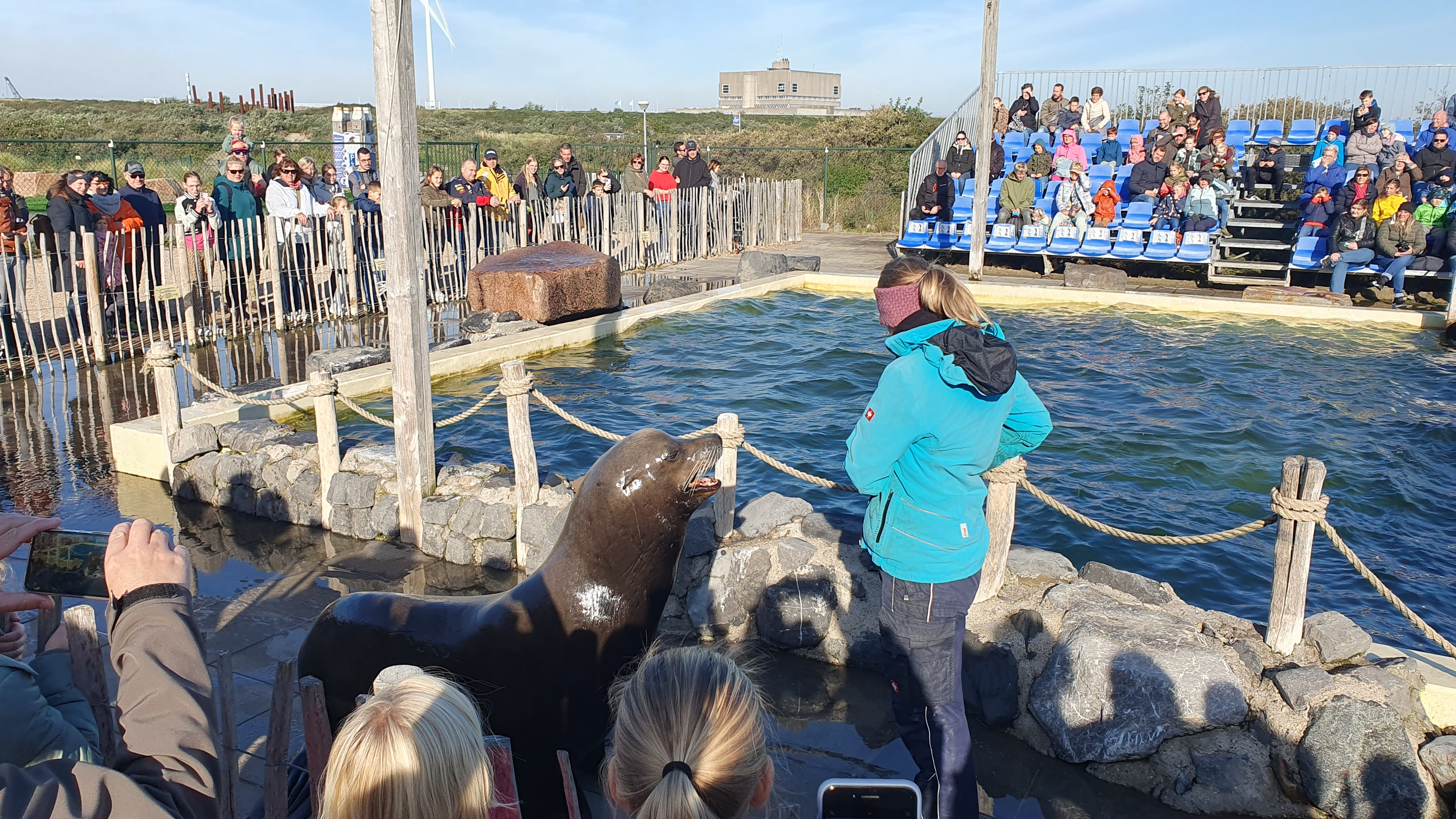
Show mit Seelöwen, 2023

Am 19. August 2002 wurde das Empfangsgebäude "Deltapavillon" durch einen Großbrand zerstört. Während vorläufige Einrichtungen den Park für Besucher offen hielten, wurde sofort mit dem Bau eines neuen Multifunktionsgebäudes "Deltaplaza" begonnen. Am 25. Juli 2003 war das Gebäude bereits teilweise in Betrieb. Verschiedene Teile, die sich noch im ir. J.W. Topshuis befanden, wie die Delta-Expo, eine Kaffee-Ecke und die Büros, wurden Ende 2003 im Deltaplaza untergebracht. Im Zeitraum 2003–2005 wurde auch der Innenhafen Neeltje Jans in eine Bucht umgewandelt, um die herum sich die Aktivitäten von WaterLand Neeltje Jans konzentrieren.

### Deltapark Neeltje Jans
Im Jahr 2007 wurde der Name des Freizeitparks in "Deltapark Neeltje Jans" geändert. Während der Name WaterLand Neeltje Jans in der Öffentlichkeit vor allem mit den Attraktionen in Verbindung gebracht wurde, sollte Deltapark Neeltje Jans einen neutraleren Charakter vermitteln, wobei der inhaltliche Aspekt gleichermaßen betont wurde. Im August 2008 wurde der Park von dem spanischen Unternehmen Aspro Parks übernommen. Dazu gehören auch das Dolfinarium Harderwijk und der Linnaeushof in Bennebroek sowie die Walygator-Vergnügungsparks Grand-Est und Sud-Ouest.

## Attraktionen

### Robbengehege und Seelöwen

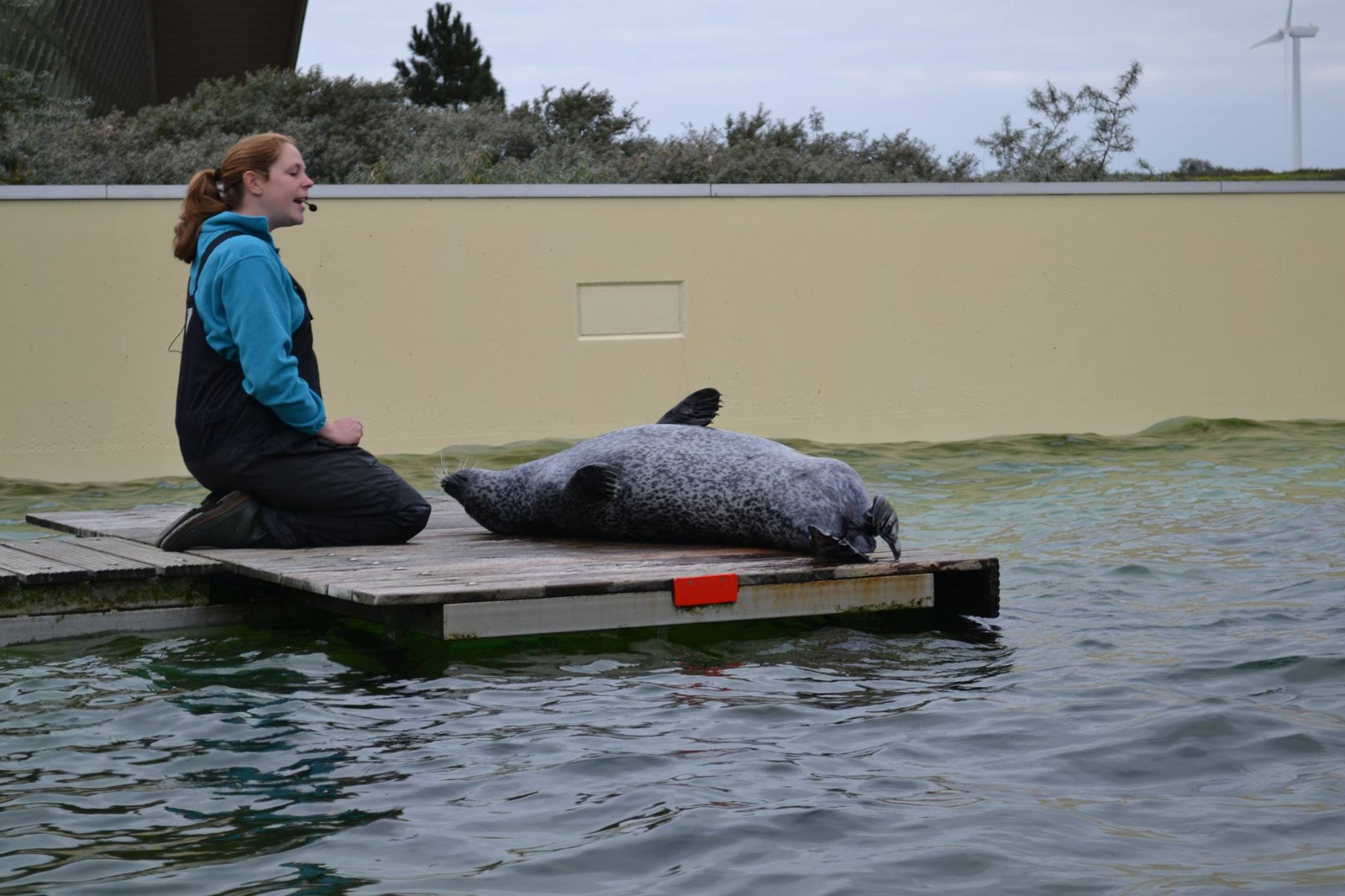
Zeehondshow Neeltje Jans

Seit 2000 können drei Seehunde im Park beobachtet werden. Mit ihnen werden das ganze Jahr über Shows veranstaltet. Seit 2012 gibt es auch drei Seelöwen.

### Wasserspielplatz
Der 1996 fertiggestellte Wasserspielplatz ist eine der Attraktionen mit der höchsten Bewertung. Der Spielplatz besteht aus einer kreisförmigen Grube mit einem Durchmesser von 40 Metern, die von einem Deich umgeben ist. Auf diesem Deich fließt das vom Meer hochgepumpte Wasser in eine Rinne. Die Kinder können die Strömung und den Verlauf des Wassers über Wasserfälle und kleine Flüsse verändern. Der Wasserspielplatz enthält Attraktionen wie eine archimedische Schraube und ein Wasserrad.

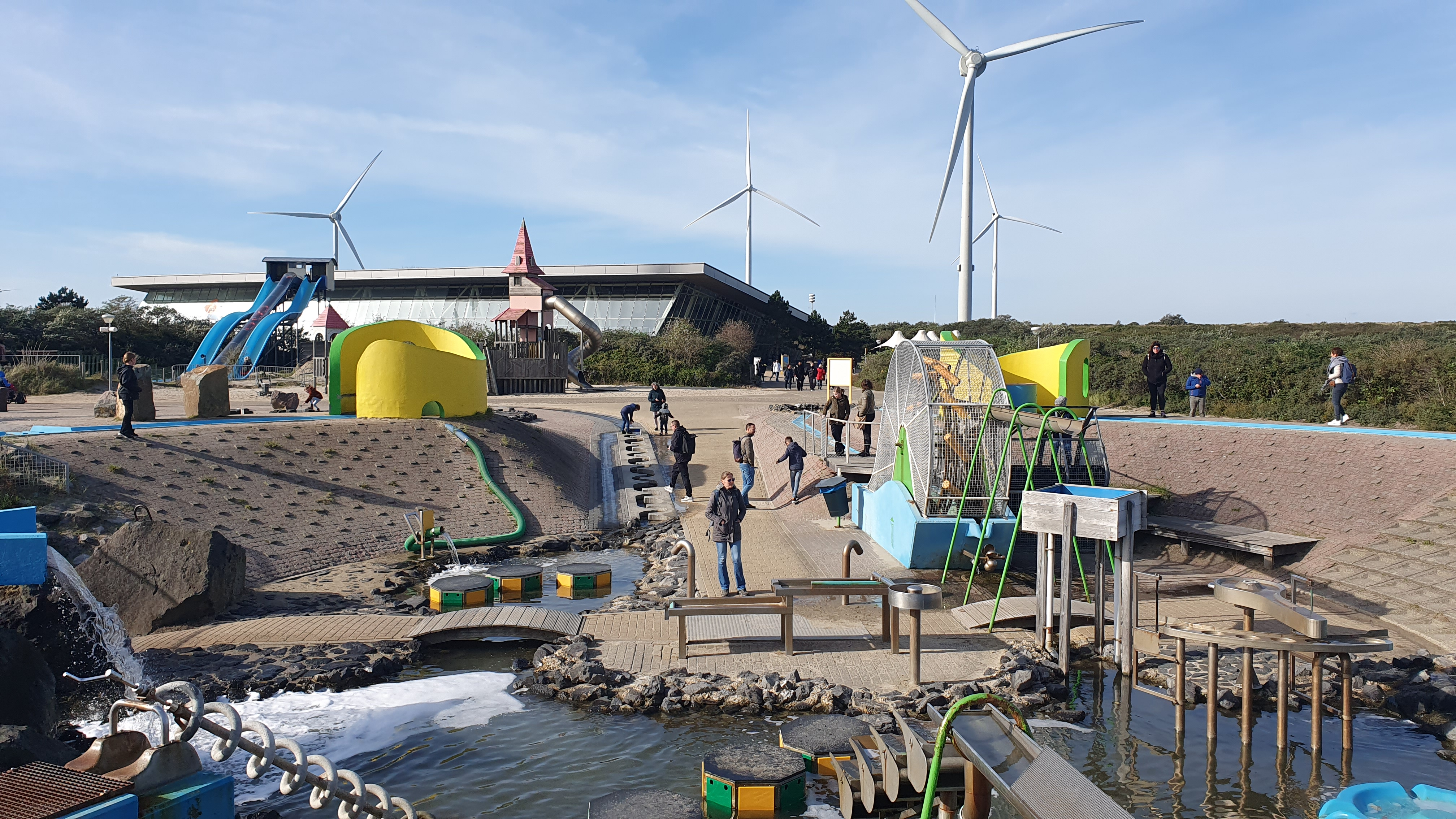
Waterpark

### Waterpaviljoen / Expo WalvisWereld
Die Besucher des Wasserpavillons betreten den silbernen "Heckbereich" des Gebäudes. Dieser Teil ist ein Entwurf des Architekturbüros NOX aus Rotterdam. Es gibt kein Fenster, das den Blick auf den Horizont freigibt, die Etagen sind nie horizontal. Anders als im Museum ist das Gehen und Schauen durch die Gänge keine eigenständige Aktivität: Jeder Schritt führt zu anderen Bildern. Wasser in flüssiger Form spritzt hier aus einem Geysir, springt als großer Tropfen und regnet in eine große Regenschale.

### Rundfahrt

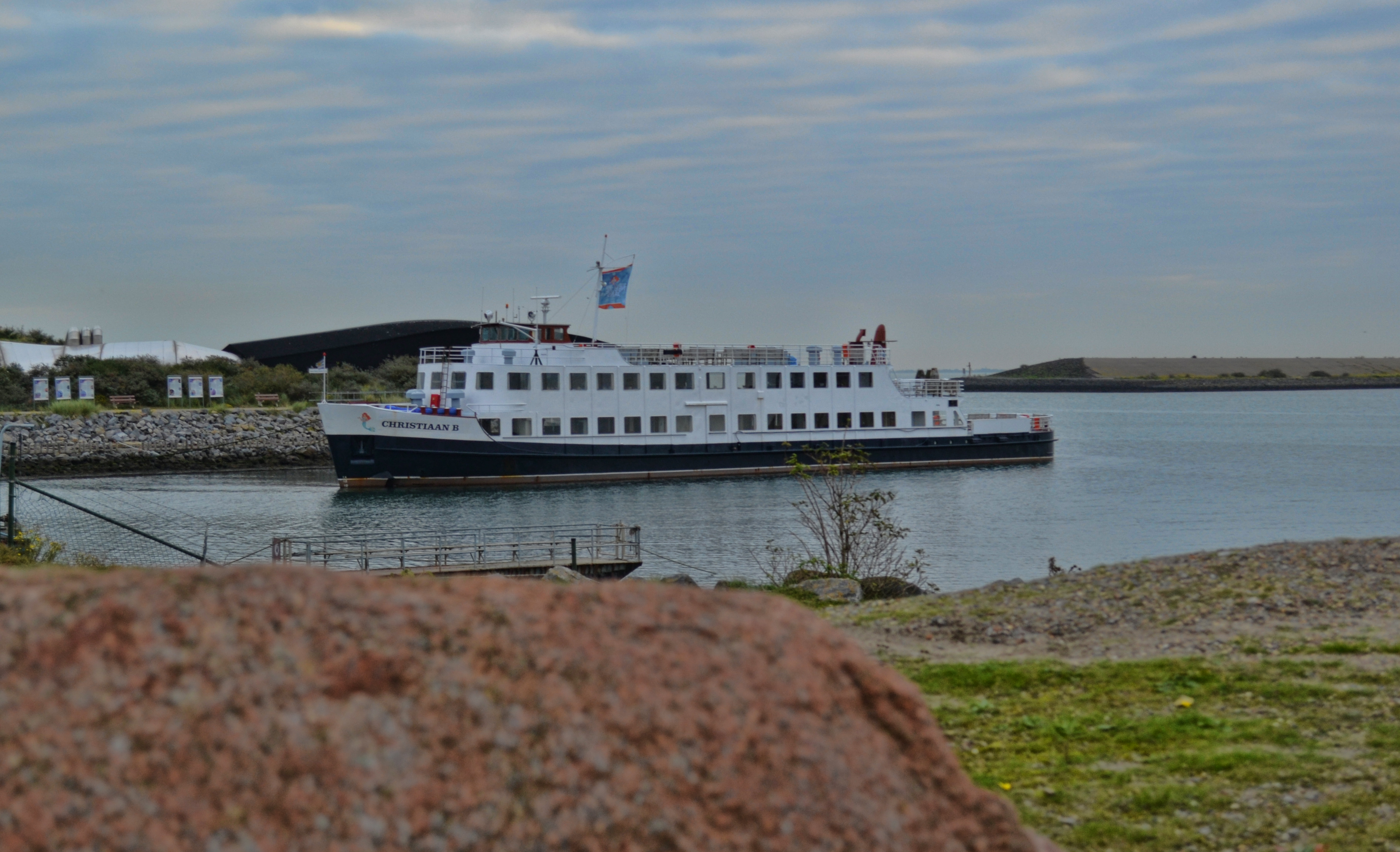
Rundfahrtboot Christiaan B

Seit Mai 2005 ist der Deltapark Neeltje Jans Eigentümer der Rederij den Breejen. Diese Reederei führt während der Saison Rundfahrten im Nationalpark Oosterschelde mit der Christiaan B durch. Diese Rundfahrten dauern eine Stunde und sind ausschließlich für Besucher des Deltaparks Neeltje Jans zugänglich, wo auch die Abfahrt stattfindet. Das Schiff hat eine Kapazität von 620 Besuchern.

### Wasserrutsche
Fast direkt am Eingang des Parks, neben Deltaplaza und dem Seehundbecken, steht seit 2003 die 60 Meter lange Wasserrutsche. In Zwei-Personen-Booten rutschen die Gäste des Deltaparks Neeltje Jans etwa 12 Meter hinunter.

### Wirbelsturm-Maschine

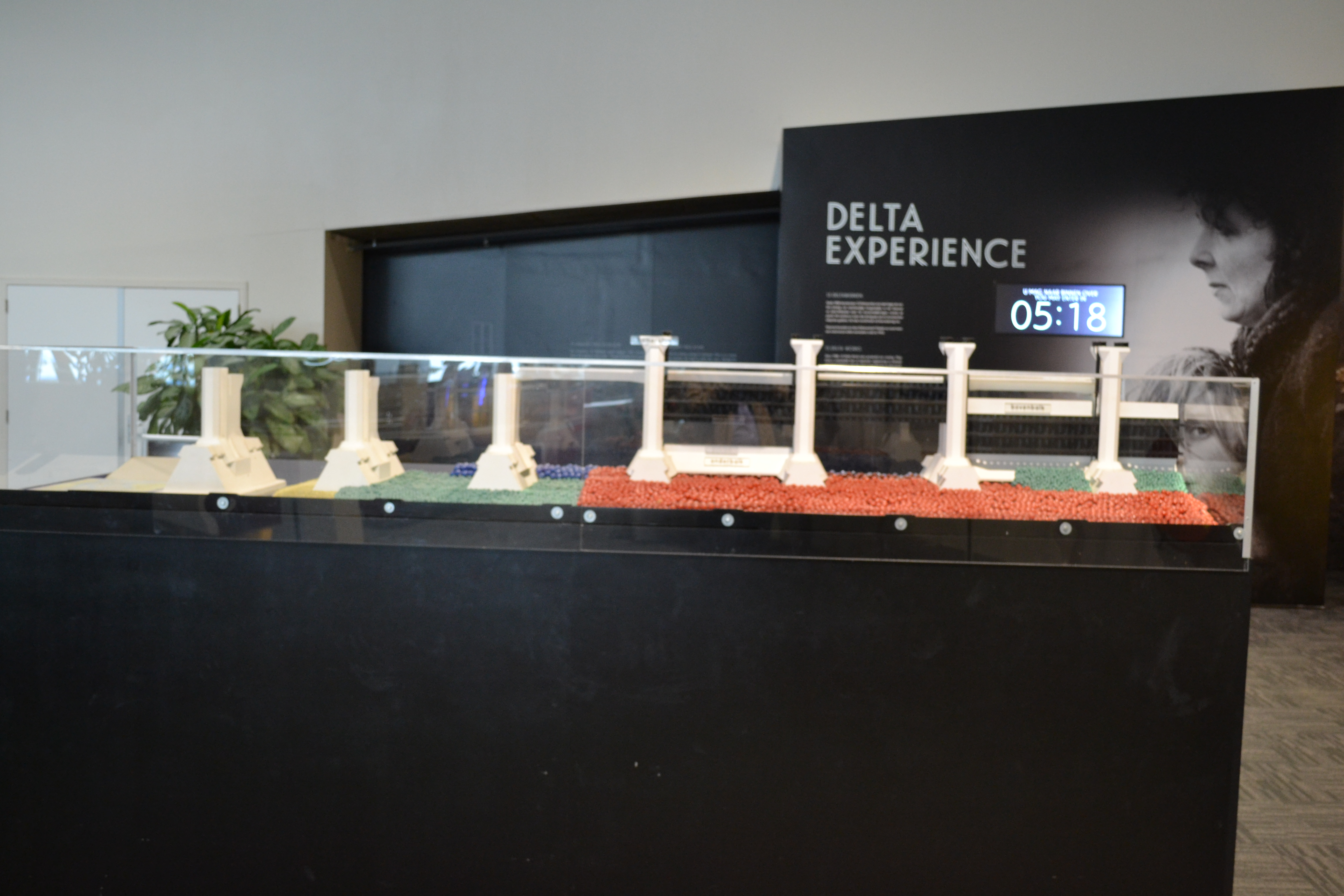
Delta Expo en Experience, Deltapark Neeltje Jans

Die Wirbelsturm-Maschine, ein Schweizer Fabrikat, ist ein kokonförmiges Gebäude von 15 Metern Länge und 7 Metern Breite, in dem ein großes Gebläse untergebracht ist. In etwa 10 Sekunden wird der Wind von Windstille auf 133 km/h beschleunigt. Mit einer Schutzbrille ausgestattet, können die Besucher in Gruppen von etwa 12 Personen diesen Orkan miterleben. Die Maschine ist seit April 2003 in Betrieb.

### Blue Reef Aquarium Zeeland
In diesem Aquarium, das mit Meerwasser aus der Oosterschelde gefüllt ist, sind mehrere tropische Fische wie Haie oder der Clownfisch zu sehen. Außerdem gibt es ein Becken, in dem man Rochen streicheln kann. In dem großen Haifischbecken können Besucher sogar Haie füttern. Dies muss jedoch auf der Website des Deltaparks Neeltje Jans reserviert werden. Das Füttern der Haie ist nach einer Führung durch das Aquarium möglich. Nach der Führung durch die Tierpfleger werden die angemeldeten Besucher mit Neoprenanzug, Tauchmaske und Schnorchel in einen speziellen Käfig im Wasser gelassen, von wo aus sie die Haie aus sicherer Entfernung mit einer speziellen Futterzange füttern können. Andere Besucher können dies von der Tribüne gegenüber dem Becken aus beobachten. (Solche Aktivitäten werden von Tierschützern kritisch gesehen.)

### Delta Experience
The Delta Experience ist eine pädagogisch aufbereitete Simulator-Attraktion über die Flutkatastrophe von 1953, eine Art Panorama Mesdag, aber mit Filmmaterial und Spezialeffekten.

## Belege
1. ↑  Werkeiland wordt waterpark. In: Zeeuwse Ankers. Archiviert vom Original am 9. Januar 2023; abgerufen am 9. Januar 2023 (niederländisch).
2. ↑  Deltapark Neeltje Jans in Spaanse Handen, PZC, 18 aug 2008.
3. ↑  Bezwaren van Zeeuws attractiepark tegen windmolens definitief van tafel. In: Looopings. 2. April 2020, archiviert vom Original am 9. Januar 2023; abgerufen am 9. Januar 2023 (niederländisch).
4. ↑  Overlevende '53 over Delta Experience: 'Een aanwinst'. (Memento vom 20. August 2016 im Internet Archive) omroepzeeland.nl